# Ottavio Cogliati
Ottavio Cogliati (Nerviano, 4 giugno 1939 – Magenta, 10 aprile 2008) è stato un ciclista su strada italiano.
Tra i dilettanti fu campione olimpico nella cronometro a squadre di 100 km ai Giochi di Roma 1960. Fu poi professionista dal 1961 al 1964.

## Carriera
Nel 1960 vinse alcune prove per dilettanti nel milanese (la Targa d'Oro Città di Legnano e la Coppa Caduti Nervianesi), venendo selezionato per i Giochi olimpici di Roma 1960. In quella rassegna vinse la medaglia d'oro nella cronometro a squadre di 100 km in quartetto con Livio Trapè, Antonio Bailetti e Giacomo Fornoni.
Dopo la vittoria olimpica di Roma, Cogliati passò al professionismo con la Philco diretta da Fiorenzo Magni, ma in quattro stagioni (due con la Philco e due con la Carpano di Ettore Milano) non ottenne alcun piazzamento di rilievo.
Abbandonata presto la carriera da professionista, sfruttò la popolarità acquisita dal successo olimpico soprattutto nell'hinterland milanese, dove era molto conosciuto. Tra i fondatori dei Saronni boys, si spense nella sua Magenta poco prima di compiere i 69 anni d'età.

## Palmarès
- 1960 (dilettanti)

Targa d'Oro Città di Legnano
Coppa Caduti Nervianesi
Giochi olimpici, 100 km a squadre (Roma)